# Йододефицит
Йододефици́тные заболева́ния (йододефици́т) — психофизиологические расстройства, связанные с дефицитом йода, которые рассматриваются Всемирной организацией здравоохранения (ВОЗ) как наиболее распространённые во всём мире заболевания неинфекционного характера.
Согласно данным ВОЗ в 2007 году около 2 млрд человек потребляли йод в недостаточном количестве, треть из них — дети школьного возраста. С риском йододефицита ежегодно рождается 38 млн детей.
Йододефицит может приводить к развитию патологий щитовидной железы и умственным расстройствам различной степени тяжести. Наиболее распространённые из йододефицитных заболеваний: эндемический зоб, эндемический кретинизм или врождённая умственная недостаточность. Особенно опасен йодный дефицит для интеллектуального развития детей.

## Эпидемиология
Йододефицит испытывают более 2 млрд людей на всех континентах. Среди них эндемический зоб выявлен у 740 млн человек, 43 млн человек страдают от умственной отсталости по причине йододефицита, кретинизмом страдают более 6 млн человек. Наиболее распространён йододефицит в странах Африки и Юго-Восточной Азии.
К йододефицитным районам чаще относятся возвышенности, горные массивы и местности, удалённые от моря. Именно в этих регионах наблюдается недостаток йода в почвах. Люди, которые живут на побережьях морей и океанов, жители островных государств, как правило, употребляют в пищу большое количество богатых йодом морепродуктов, поэтому они, как правило, не страдают дефицитом йода.
Согласно результатам исследования, проведённого в Великобритании в 2011 году, йододефицит был обнаружен у 70 % населения.

## Факторы риска
Ниже приведён список потенциальных факторов риска, которые могут спровоцировать йододефицит:
- Низкое содержание йода в пище
- Дефицит селена. Селен относится к синергистам йода — при дефиците селена йод не усваивается[11][12]. По результатам исследований, причиной развития эндемического кретинизма новорождённых является сочетанный недостаток йода и селена[13]
- Беременность
- Радиоактивное облучение
- Увеличение потребления или рост содержания в плазме крови зобогенных веществ (гойтрогенов, струмогенов)
- Половая принадлежность. У женщин выше риск возникновения йододефицита
- Курение
- Алкоголь, содержащий этиловый спирт, вызывает снижение содержания йода в организме
- Прием оральных контрацептивов. Оральные контрацептивы вызывают снижение содержания йода в организме
- Перхлораты
- Тиоцианаты
- Возраст. В разном возрасте могут возникать различные типы йододефицита